# Аватору
Аватору (фр. Avatoru) — деревня и моту на атолле Рангироа архипелага Туамоту (Французская Полинезия).

## География
Аватору расположен в северо-западной части атолла Рангироа на одноимённом моту. Здесь расположены административные здания атолла, его почтовое отделение и нескольких церквей. Аватору является вторым по величине поселением на атолле после Типута, от которого он отделена проливом Типута. Население Аватору в 2017 году составило 817 человек.

## Экономика
Аэропорт Рангироа расположен в 5,5 км к юго-востоку от деревни, недалеко от Охоту. Он обеспечивает ежедневное обслуживание из аэропорта Фааа в Папеэте авиакомпанией Air Tahiti, которая ежегодно совершает в среднем 2300 рейсов и перевозит 80 тыс. пассажиров.
В декабре 2018 года был введён в эксплуатацию подводный кабель Natitua к Аватору, что позволило подключить Рангироа к широкополосному интернету.

## Галерея

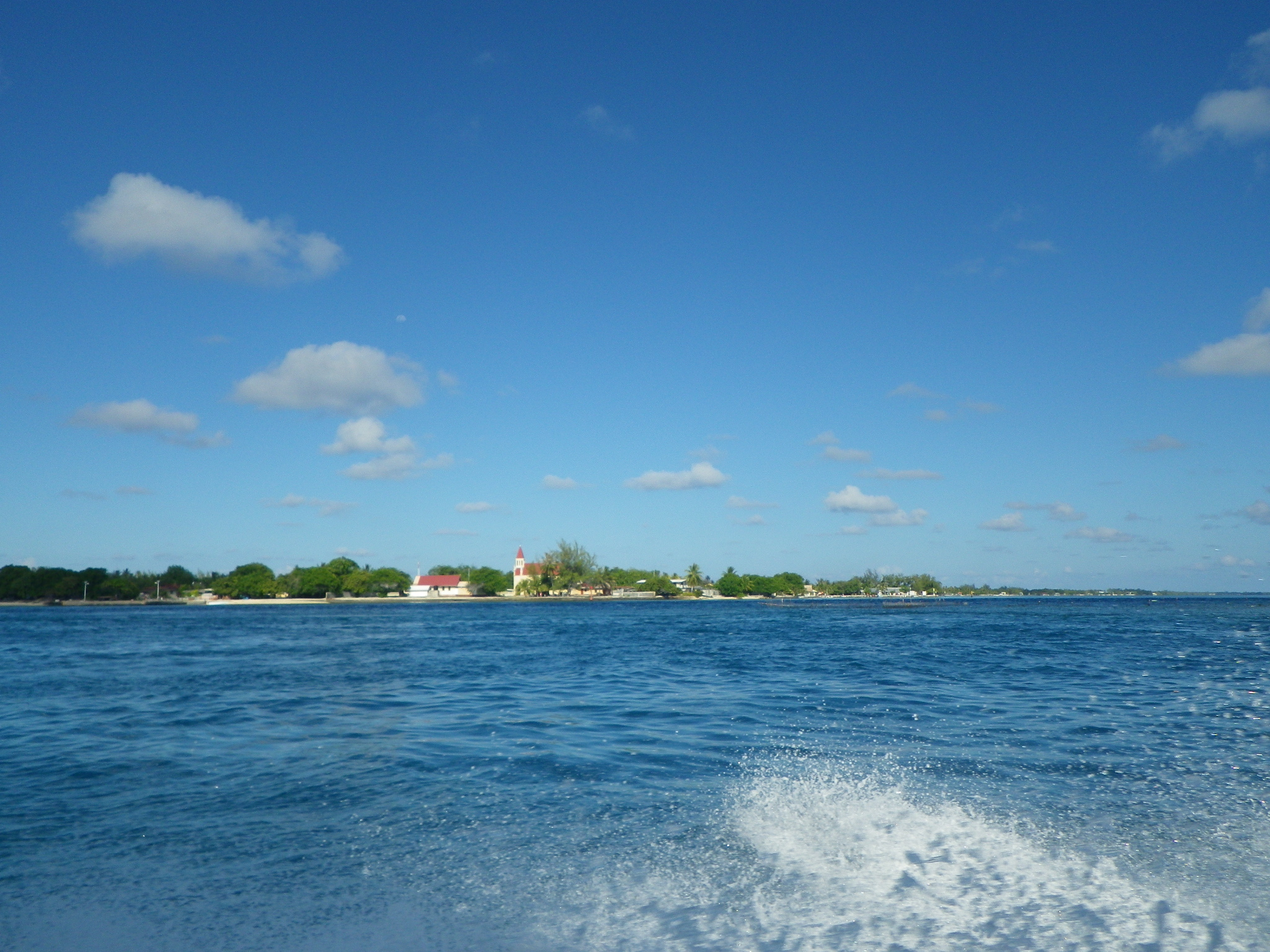
Вид на посёлок
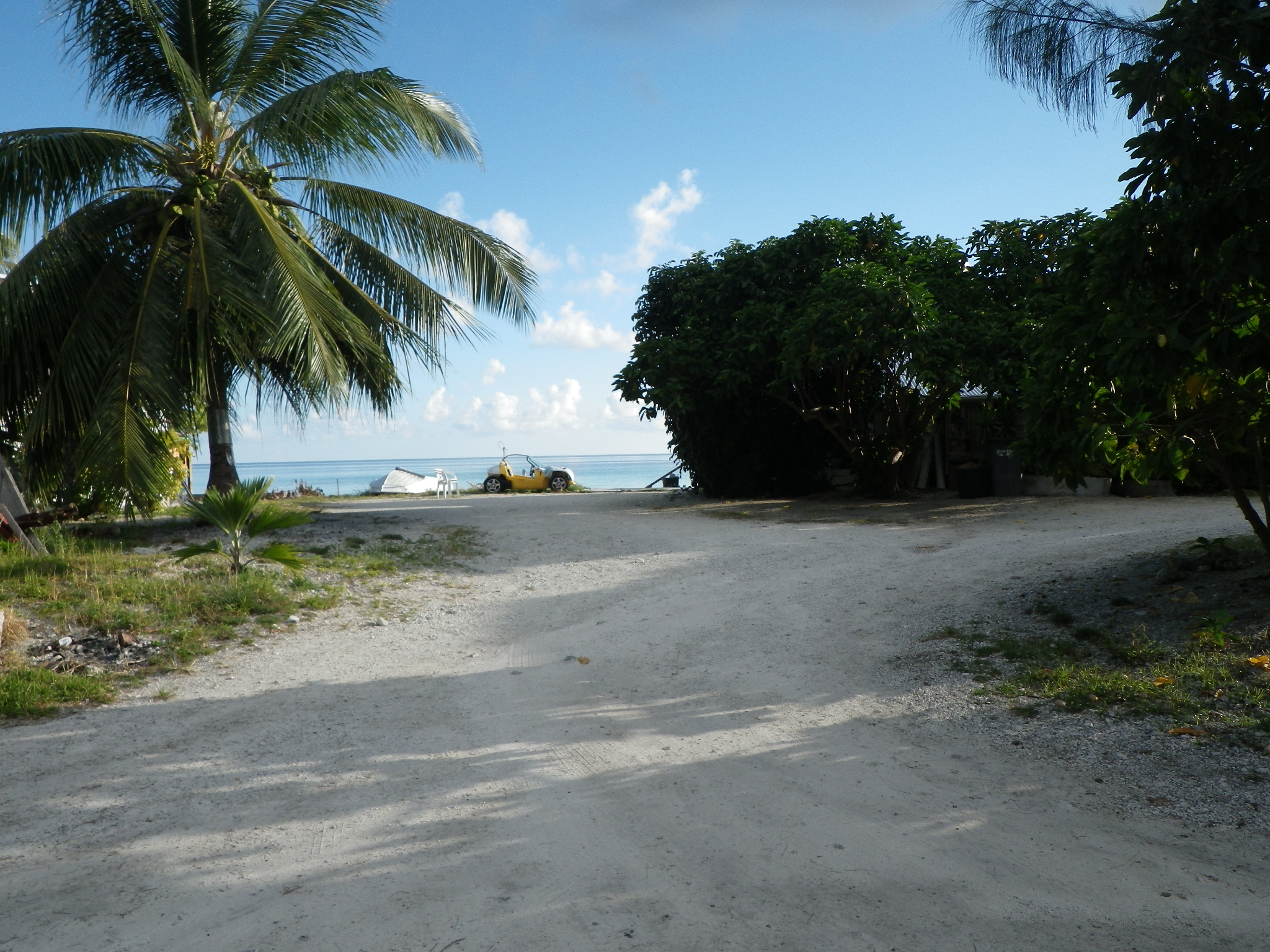
Аватору
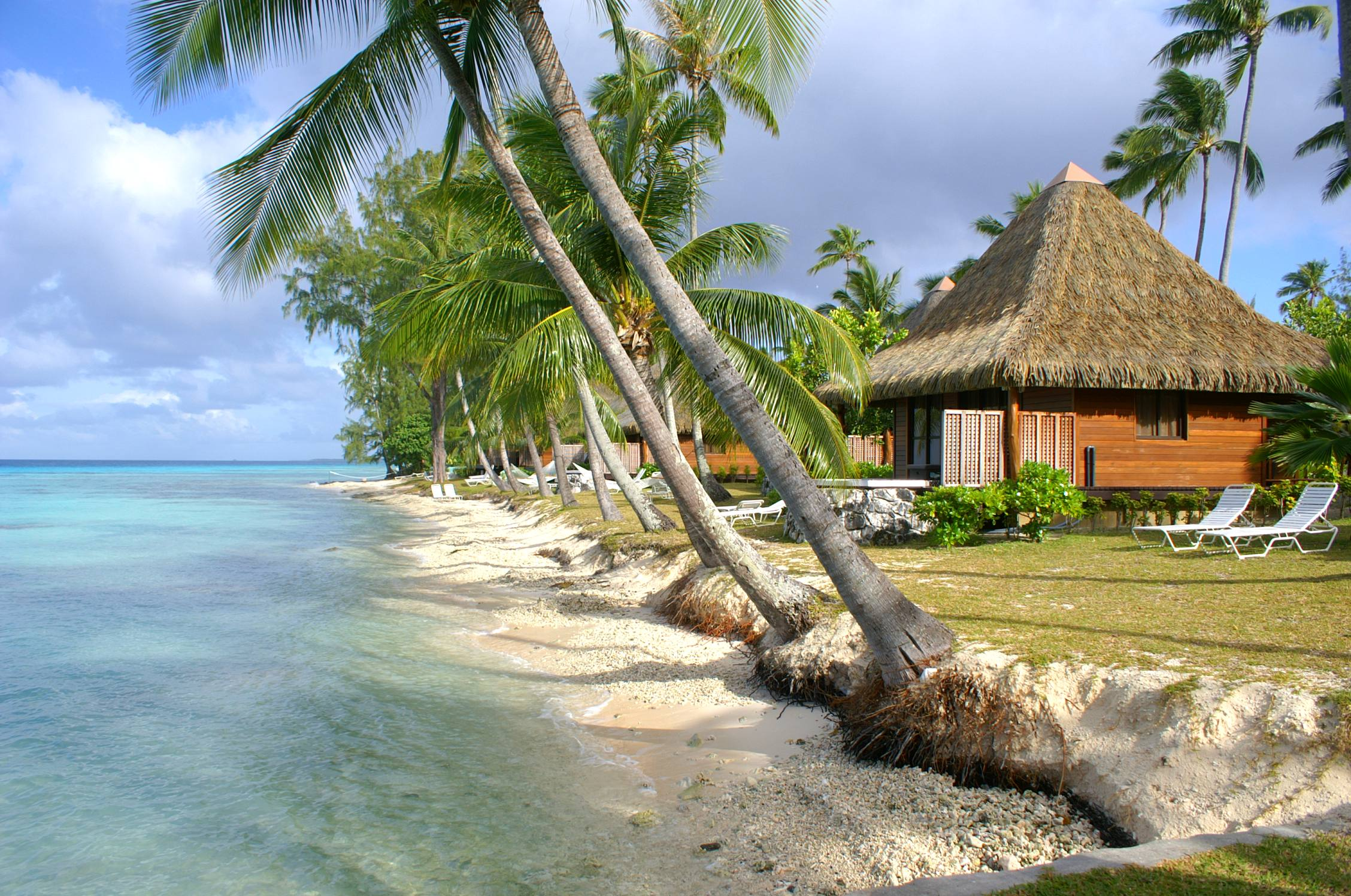
Отель «Киа Ора»
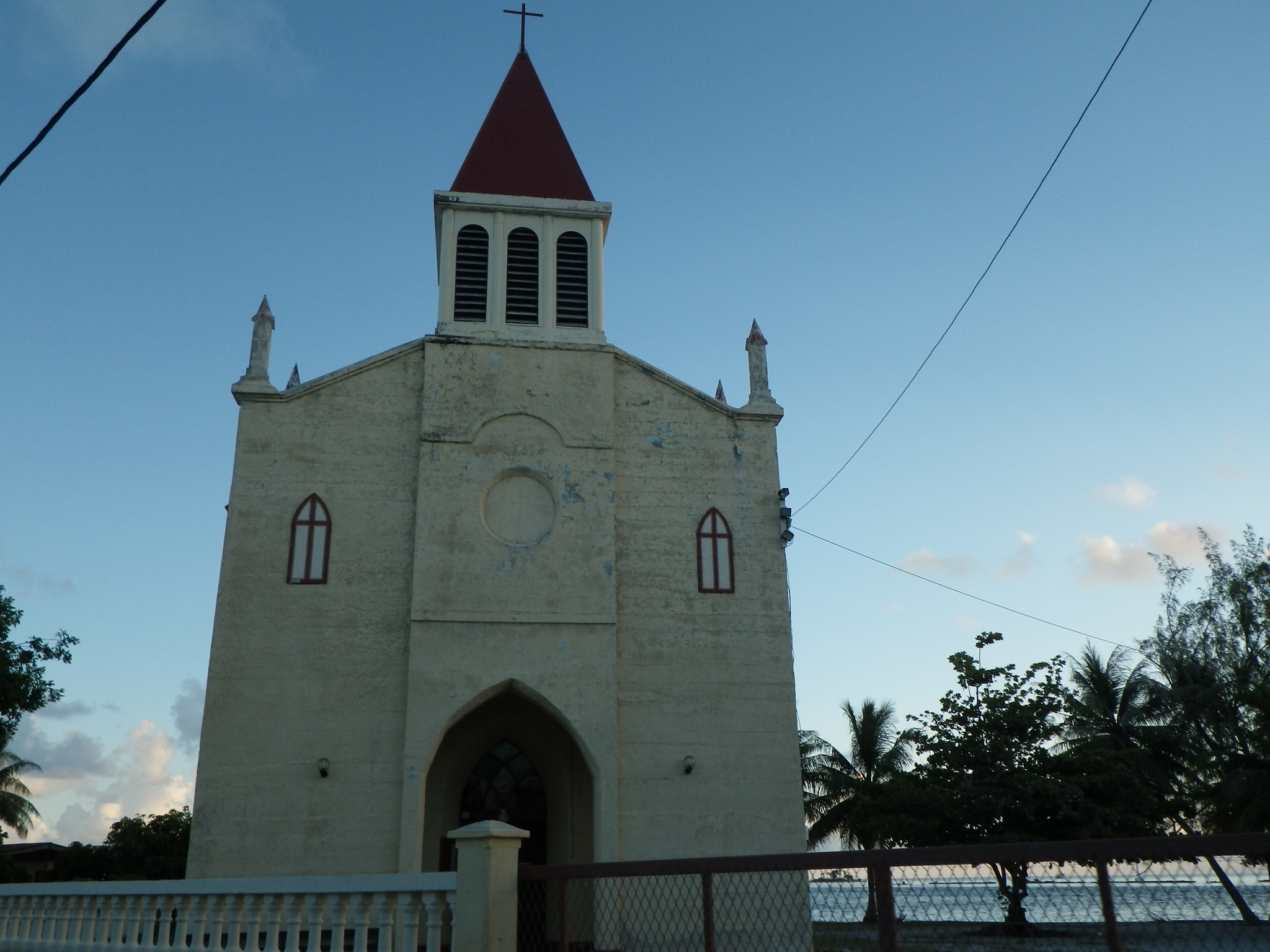
Католическая церковь Аватору